# Musée de l'Homme
Musée de l'Homme, 'Museum for mennesket', er et antropologisk museum som en del af Palais de Chaillot ved Place du Trocadéro i Paris' 16. arrondissement, grundlagt 1937 som efterfølger til Musée d'Ethnographie du Trocadéro fra 1878.
Museet har udstillinger om evolutionen, jordens befolkningsudvikling, genetik, om det der fysiologisk og anatomisk adskiller forskellige folkeslag fra hinanden, samt kunst fra forskellige dele af verden.